# Philipp Jacobi
Philipp Jacobi (* 2. August 1806 in Kirchhain im Landkreis Marburg-Biedenkopf; † 8. Juni 1888 in Fulda) war ein deutscher Bürgermeister, Apotheker und Mitglied der kurhessischen Ständeversammlung.

## Leben
Philipp Jacobi betrieb in seinem Heimatort eine Apotheke und war dort Bürgermeister. In dieser Funktion hatte er vom 29. November 1842 bis zum 3. April 1844 und vom 28. November 1845 bis zum 17. November 1846 ein Mandat für die kurhessische Ständeversammlung.
Diese war nach den Unruhen im Jahre 1830 zum Zweck der Beratung und Verabschiedung einer Verfassung gebildet worden und hatte bis 1866 Bestand, als das Kurfürstentum Hessen durch Preußen annektiert wurde.